# Pseudothecadactylus
Genre
Pseudothecadactylus est un genre de gecko de la famille des Diplodactylidae.

## Répartition
Les espèces de ce genre sont endémiques d'Australie.

## Description
Ce sont des geckos nocturnes et arboricoles, de tailles moyennes et d'aspect plutôt allongé.

## Liste des espèces
Selon The Reptile Database (5 septembre 2012) :
- Pseudothecadactylus australis (Günther, 1877)
- Pseudothecadactylus cavaticus Cogger, 1975
- Pseudothecadactylus lindneri Cogger, 1975

## Publication originale
- Brongersma, 1936 : Herpetological note XIII. Zoologische Mededelingen, vol. 19, p. 136 (texte intégral).